# La Almarcha
La Almarcha ist eine Gemeinde (Municipio) und ein Dorf mit 423 Einwohnern (Stand: 2024) in der Provinz Cuenca in der Autonomen Region Kastilien-La Mancha. 

## Lage
La Almarcha liegt etwa 55 Kilometer südsüdwestlich von Cuenca in einer Höhe von ca. 875 m. Durch die Gemeinde führt die Autovía A-3.

## Bevölkerungsentwicklung
| 1970 | 1981 | 1991 | 2001 | 2011 | 2021 |
| ---- | ---- | ---- | ---- | ---- | ---- |
| 1051 | 850  | 690  | 592  | 515  | 394  |

## Sehenswürdigkeiten

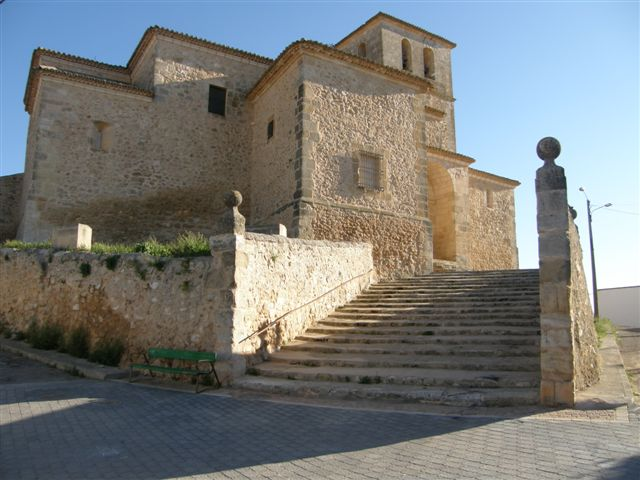
Kirche Mariä Himmelfahrt
- Marienkapelle
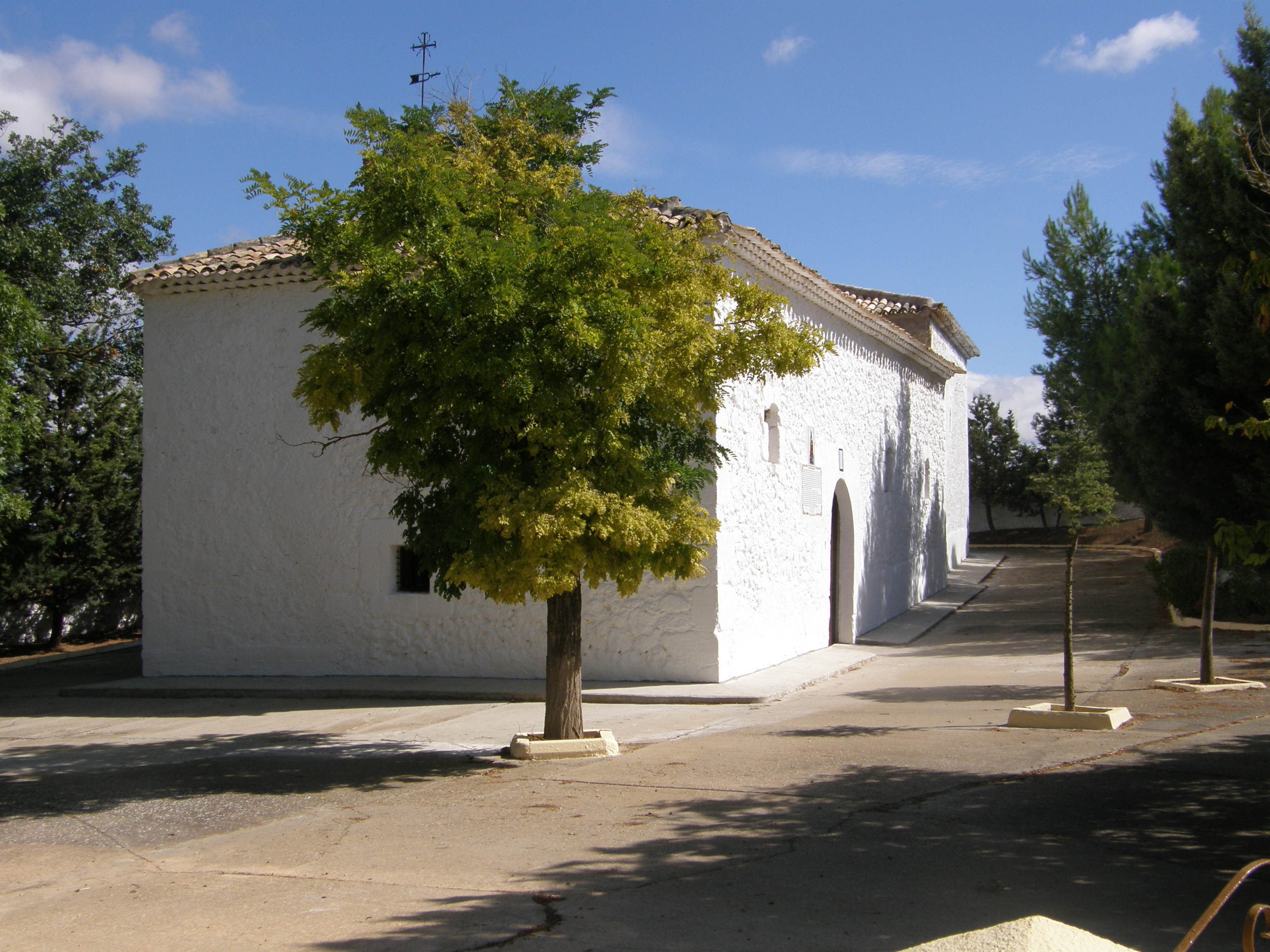
Bartholomäuskapelle
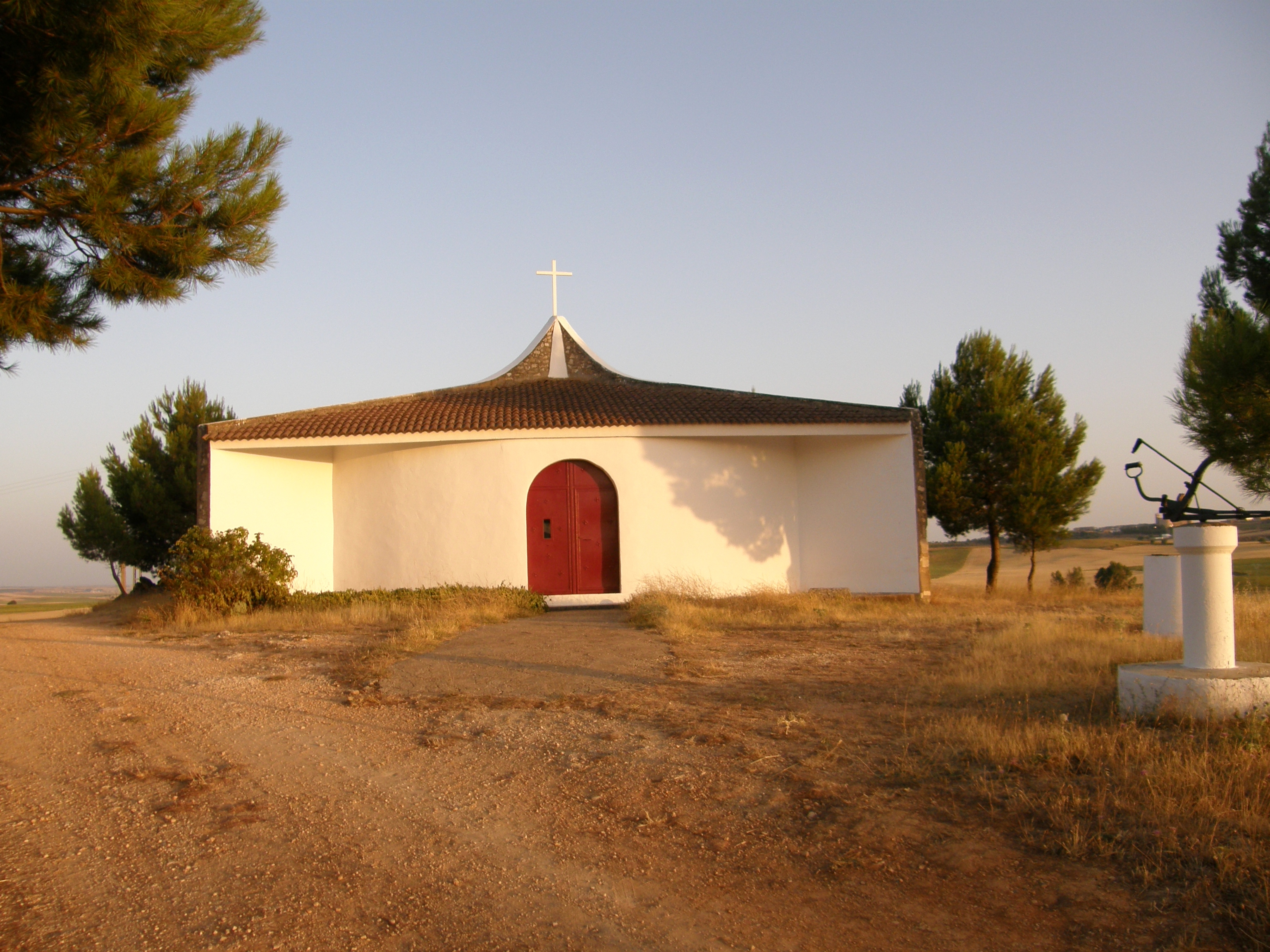
Antoniuskapelle
- Christopheruskapelle

- Kirche Mariä Himmelfahrt
- Bartholomäuskapelle
- Antoniuskapelle